# Верстег, Пьер
Пьер Мари Роберт Верстег (нидерл. Pierre Marie Robert Versteegh, 6 июня 1888 — 3 мая 1942) — нидерландский офицер, призёр Олимпийских игр.

## Биография
Родился в 1888 году в Нидерландской Ост-Индии. В 1906 году поступил в Военную академию в Бреде, которую закончил в 1909 году. В 1910-20-х годах активно участвовал в конных состязаниях. В 1928 году на Олимпийских играх в Амстердаме завоевал бронзовую медаль в командном первенстве в выездке, а в личном первенстве стал 9-м. В 1936 году на Олимпийских играх в Берлине нидерландская сборная стала 5-й в командном первенстве в выездке, а в личном первенстве Пьер Верстег стал 8-м.
После капитуляции Нидерландов во Второй мировой войне Пьер Верстег присоединился к подполью. 2 мая 1941 года он был арестован оккупационными властями, и 3 мая 1942 года расстрелян в концентрационном лагере Заксенхаузен.